# Louise Charlotte af Mecklenburg-Schwerin
Louise Charlotte (tysk: Luise Charlotte) (19 november 1779–4. januar 1801) var en tysk prinsesse af Mecklenburg-Schwerin, der var arveprinsesse af Sachsen-Gotha-Altenburg fra 1797 til sin død i 1801.
Hun var datter af Hertug Frederik Frans 1. af Mecklenburg-Schwerin og Louise af Sachsen-Gotha-Altenburg. Fra 1795 til 1797 var hun forlovet med Gustav 4. Adolf af Sverige, men blev i 1797 gift med den senere Hertug August af Sachsen-Gotha-Altenburg.

## Biografi

### Fødsel og familie
Louise blev født den 19. november 1779 i Schwerin som datter af Hertug Frederik Frans 1. af Mecklenburg-Schwerin og Louise af Sachsen-Gotha-Altenburg. Blandt hendes yngre søskende var Charlotte Frederikke af Mecklenburg-Schwerin, gift med den senere Christian 8. af Danmark. 

### Brudt forlovelse med Gustav 4. Adolf af Sverige
Louise blev 1. november 1795 på initiativ af Gustav Adolf Reuterholm forlovet med Gustav 4. Adolf af Sverige. Forlovelsen blev fejret officielt i både Sverige og Mecklenburg. Kejserinde Katarina den Store af Rusland så dog hellere, at Gustav Adolf skulle giftes med hendes sønnedatter Alexandra Pavlovna, og Gustav Adolf fik at vide, at Louise havde et uattraktivt udseende, hvad der fik ham til at bryde forlovelsen. Hendes far krævede dog kompensation for den brudte forlovelse, og ved Forliget i Malmø i 1803 overdroges den på det tidspunkt svenske by Wismar til Mecklenburg-Schwerin.

### Ægteskab med August af Sachsen-Gotha-Altenburg
Louise Charlotte blev i stedet gift den 21. oktober 1797 i Ludwigslust med moderens slægtning, August af Sachsen-Gotha-Altenburg. Hun døde dog blot fire år senere, inden han blev hertug af Sachsen-Gotha-Altenburg. Hendes eneste barn, Louise, blev gift med Hertug Ernst 1. af Sachsen-Coburg og Gotha og mor til prins Albert af Sachsen-Coburg og Gotha, dronning Victoria af Storbritanniens prinsgemal.

## Ægteskab og børn
Louise Charlotte giftede sig den 21. oktober 1797 i Ludwigslust med August af Sachsen-Gotha-Altenburg. I ægteskabet blev der født en datter:
1. Louise (1800-1831), gift 1817 med Hertug Ernst af Sachsen-Coburg og Gotha.